# سيد قاسم غباري
سيد قاسم غباري (بالعثمانية: قاسم غباری، بالتركية: Ḳāsım Ġubārī) خطاط عثماني.

## سيرته
ولد غباري وترعرع في بلدة ديار بكر (الواقعة إلى الجنوب الشرقي من تركيا)، حيث برع في الخط وتفنَّن، حتى سُمي خطاط ديار بكر. من أكبر أعماله هو اعتباره مسؤولًا عن الكثير من الخطوط والنقوش الكتابة في مسجد السلطان أحمد المسجد الأزرق في إسطنبول، كما كُلِّف بكتابة آيات القرآن الكريم في جميع أنحاء المسجد. يُعد غباري واحد من أعظم الخطاطين في عصره.